# Sistem proti zaledenitvi
Sistem proti zaledenitvi je sistem, ki ga uporabljajo v letalstvu za odstranjevanje kontaminentov (led, sneg, zmrzal, vodo, brozgo, moker sneg, roso) s kril, kontrolnih površin, trupa, motorjev in vetrobranskega stekla.  

### Zemeljski De/Anti icing
- De-icing je odstranjevanje kontaminentov s površine običajno z vročo tekočino. De-icing se izvede z mehaničnimi metodami (fizično odstranimo led) ali z uporabo toplote, uporabo kemikalij, kot so glikol, alkohol itd
- Anti-icing je uporaba kemikalij, ki ne samo odstranijo kontaminentov, ampak za določen čas preprečujejo njihovo sprejemanje na površine letala t.i. holdover time. Pri Anti-icingu se uporabi sredstvo proti zmrzovanju v obliki tekočine, ki površino za nekaj časa zaščiti pred ponovnim zaledenjevanjem.

### Zračni De/Anti icing
- De-icing je odstranjevanje ledu, ko že le ta nastane na površinah letala. Tipično so to pnevmatski boot-i - gume na sprednjem robu krila in stabilizatorjev, ki se napihujejo in lomijo led. Poznamo tudi t.i. jokakajoče krilo kjer teče ven tekočina, iz rež, ki odnaša led s kril. Tekočine se uporabljajo tudi za vetrobran in propelerje pri določenih izvedbah.
- Anti-icing je preprečevanje nastajanja ledu na površinah. Tipično so to ogrevani sprednji robovi kril (iz vročega zraka kompresorjev), električno ogrevana vetrobranska stekla, pitotove cevi, kraki propelerja.

## Delovanje  De/Anti- icinga

### Pnevmatski sistem
Med letom se led nabira na sprednjih delih krila, repa, motorja (na propelerju oziroma ventilatorju). Počasnejša (po navadi turbopropelerska) letala uporabljajo pnevmatski sitem. Gumijasti "škornji" (ang. boots) se napolnijo z zrakom iz kompresorja, pri tem se razširijo in led se odlomi. Sistem deluje samodejno, ko ga enkrat pilot aktivira. Za pravilno delovanje je treba počakati, da se nabere dovolj debel led preden aktivacijo kompresorja.

### Električni sistem
Nekatera letala uporabljajo električno grete uporovne žice na sprednjih delih kril, na sprednjih delih propelerjev in tudi helikopterskih rotorjih. Ko aparat za led zazna zaledenitev, jih pilot vklopi. Sprva delujejo v funkciji de-ice, ko se led očisiti, pa v načinu anti-ice. Občasno se poleg sistema uporabi tudi tekočina proti zmrzovanju.

### Kemični sistem
Nekatera letala uporabljajo sistem jokajočega krila, kjer skozi drobne reže polzi kemična tekočina in odnaša že nastali led na krilu, stabilizatorji ipd. Na korenu propelerja so pri tem sistemu narejeni kanali približno do polovice kraka, kjer je že dovolj velika centrifugalna sila, da se led lomi sam od sebe. Na kanale se šprica kemična tekočina, ki topi led.

### Sistem na vroč zrak iz motorja
Moderna reaktivna letala uporabljajo vroč zrak iz kompresorja (ang. Bleedair). Ta zrak se vodi v sprednje dele kril ter vstopnike v motor. Sistem deluje avtonomno.
- Sistemi De/Anti icing v sliki
- Mehanski De-icing An-24
- Zemeljski De-icing C-130 Hercules
- Letalo A320 z De-icingom kril in Anti-icingom trupa
- Letalo po nameščenem Anti-Icingu B-757
- Primer različnih tekočin Tip I in Tip IV
- Pnevmatski čevelj King Air
- De-icing boot - princip delovanja
- Anti-icing ogrevan vstopnik v motor A320
- Električno ogrevan propeler